# Bibby Stockholm
Bibby Stockholm és una gavarra sense motor i hotel flotant de tres pisos i amb més de 200 habitacions propietat de l'empresa Bibby Line.

## Història
El vaixell va ser construït el 1976 i té bandera de Barbados. Es va convertir en una barcassa residencial el 1992. Abans va ser anomenat Floatel Stockholm i Dino I.
De 1994 a 1998 es va utilitzar per allotjar persones sense llar, inclosos alguns sol·licitants d'asil, a Hamburg. El 2005 els Països Baixos van començar a utilitzar-lo per a internar sol·licitants d'asil a Rotterdam.
El 2013, el vaixell va ser utilitzat per la companyia Petrofac com a allotjament per als treballadors de la construcció de la planta de processament de gas de les illes Shetland. Durant aquest temps va ser amarrat a Lerwick. El 2015, un home de Saltcoats va trucar a la guàrdia costanera per a informar que s'havien col·locat dues bombes a les barcasses Gemini i el Bibby Stockholm. Finalment, la barcassa va ser remolcada lluny de Lerwick el 31 de maig de 2017, tot i que feia més d'un any que no s'havia utilitzat. Posteriorment va ser remolcada fins a l'illa danesa de Bornholm.
L'agost de 2017, una empresa de gestió immobiliària va oferir la gavarra per allotjar 400 estudiants universitaris a Galway, juntament amb el Bibby Bergen, però el Trinunal Suprem d'Irlanda va dictaminar que aquest ús requeriria d'una autorització urbanística. El juny de 2018, la barcassa es va traslladar a Piteå per ajudar en la construcció del parc eòlic de Markbygden. Va romandre allà almenys fins al 2019.
L'abril de 2023, el govern del Regne Unit de Rishi Sunak va anunciar els plans per a utilitzar el Bibby Stockholm com a allotjament dels sol·licitants d'asil al port de Portland a Dorset, afirmant que «oferiria una millor relació qualitat-preu per als contribuents que els hotels», fent referència a la 5,6 milions de lliures esterlines diàries que costava allotjar els sol·licitants d'asil en hotels. No obstant això, The Guardian va informar el juliol de 2023 que la barcassa només suposava un petit estalvi.
El pla és que la barcassa de tres pisos romangui al port almenys 18 mesos i allotgi 506 sol·licitants d'asil. La gavarra també conté serveis sanitaris, instal·lacions de càtering, una sala d'oració multireligiosa, un gimnàs i seguretat les 24 hores. El pla va topar amb l'oposició de diverses organitzacions humanitàries i de les autoritats locals. Tanmateix, la barcassa va sortir de Falmouth el matí del 17 de juliol de 2023 després de diverses setmanes de retard i va arribar al port de Portland la mateixa nit.
El juliol de 2023, una carta oberta signada per més de cinquanta ONG i activistes va demanar a l'empresa propietària, Bibby Marine, que reconegués els vincles del seu fundador, John Bibby, amb el comerç atlàntic d'esclaus i que acabés amb la pràctica de contenir sol·licitants d'asil als seus vaixells. A més, un informe de The Guardian va posar de manifest les insuficiències en seguretat, com ara l'amuntegament potencial juntament amb els passadissos estrets i la manca d'armilles salvavides a bord The Times també va informar que havia detectat mancances pel que fa a la seguretat contra incendis. El Ministeri de l'Interior anglès va declarar que la barcassa «compliria a totes les normes de seguretat i salut pertinents». El 7 d'agost de 2023 es va saber que el primer grup de quinze sol·licitants d'asil havia pujat al vaixell però que un grup de vint s'havia negat a pujar.